# Fjälbyn (naturreservat)
Fjälbyn är ett naturreservat i Skellefteå kommun i Västerbottens län.
Området är naturskyddat sedan 2004 och är 27 hektar stort. Reservatet består av gammal granskog och en liten våtmark i mitten av området.